# محمد فاضل (کارگردان)
محمد فاضل (انگلیسی: Mohammed Fadel؛ زادهٔ) کارگردان فیلم اهل مصر است.
از فیلم‌ها یا برنامه‌های تلویزیونی که وی در آن نقش داشته‌است می‌توان به دوباره اسکندریه و برای همیشه اشاره کرد.